# Onjangoncshon állomás
Onjangoncshon (Onyangoncheon) állomás vasút- és metróállomás Dél-Cshungcshong (Chungcheong) tartomány Aszan (Asan) városában, mely a szöuli metró 1-es vonalát szolgálja ki.

## Viszonylatok
| 1-es vonal                                 | 1-es vonal                                | 1-es vonal                               |
| ------------------------------------------ | ----------------------------------------- | ---------------------------------------- |
| Pebang (Baebang) Szojoszan (Soyosan ) felé | Csanghang (Janghang) szakasz személyvonat | Sincshang (Sinchang) végállomás felé     |
| Korail                                     |                                           |                                          |
| Pebang (Baebang) Cshonan (Cheonan) felé    | Csanghang (Janghang) vonal                | Sincshang (Sinchang) Ikszan (Iksan) felé |